# 加盟
| ウィキペディアには「加盟」という見出しの百科事典記事はありません（タイトルに「加盟」を含むページの一覧/「加盟」で始まるページの一覧）。 代わりにウィクショナリーのページ「加盟」が役に立つかもしれません。 |